# کیت امرسون
کیت نوئل امرسون (انگلیسی: Keith Noel Emerson؛ زادهٔ ۲ نوامبر ۱۹۴۴ - درگذشته ۱۰ مارس ۲۰۱۶) یک موسیقی‌دان اهل انگلستان بود. او از بنیانگذاران گروه امرسون، لیک اند پالمر بود و همواره به عنوان یکی از بهترین کیبوردنوازان سبک پراگرسیو راک شناخته می‌شود.